# 노동조합회의
노동조합회의(영어: Trades Union Congress; TUC)는 잉글랜드와 웨일스의 노총이다. 48개 노조가 가맹하고 있고 총 조합원은 550만 명이다.